# Coronavirus
|  | Aquest article tracta sobre el tàxon filogenètic. Si cerqueu la pandèmia per coronavirus de 2019-2020, vegeu «Pandèmia de COVID-19». |

|  | Per la malaltia que ha provocat la pandèmia, vegeu «COVID-19» |

Els coronavirus són un grup extens de virus d'ARN amb embolcall víric de la subfamília Orthocoronavirinae, dins la família Coronaviridae, de l'ordre dels Nidovirales. Poden causar diverses afeccions, des del refredat comú fins a malalties més greus, com bronquitis, bronquiolitis, pneumònia, la síndrome respiratòria de l'Orient Mitjà (MERS-CoV) o la síndrome respiratòria aguda greu (SARS-CoV), entre d'altres.
El nom de coronavirus deriva del grec κορώνα, que significa "corona", per les estructures proteiques en forma de corona que presenta el virus a la seva superfície observat sota microscopi electrònic. Alguns coronavirus afecten tan sols animals i altres afecten també els humans. Es calcula que la majoria de persones són infectades per coronavirus en algun moment de la seva vida.
El 2020, el mot coronavirus va ser triat com a neologisme de l'any en català.

## Història
A finals del 2019, les autoritats xineses van notificar el brot d'un nou coronavirus (SARS-CoV-2) a la ciutat de Wuhan, sorgida a partir d'una zoonosi. Per contenir el brot de SARS-CoV-2 la Xina va confinar i prohibir els moviments de la població en una desena de ciutats per evitar la propagació del virus, ja que l'any nou xinès suposa el major moviment migratori anual a escala mundial. El 24 de gener de 2020, algunes fonts indicaven que hi havia més de 1.300 casos identificats, principalment a la Xina, però també als Estats Units, França, Tailàndia, Japó, Nepal i Corea del Sud. Es va reportar un cas de dues persones amb coronavirus a Torrevella i al centre d'Alacant, encara que va ser ràpidament descartat. A finals de febrer del 2020 es diagnostica el primer cas confirmat de coronavirus a Catalunya. Es tracta d'una dona italiana que va ser hospitalitzada a l'Hospital Clínic sense gravetat.
El dia 11 de març de 2020, l'OMS va qualificar de pandèmia el brot de SARS-CoV-2, alhora que alertava de la inacció d'alguns països i de la necessitat de prendre mesures dràstiques.

Mapa del brot de coronavirus de 2019-2020 (30 de gener del 2020)   Origen (Xina continental)  Casos confirmats informats  Casos sospitosos informats

## Estructura
Els coronavirus són virus encapsulats. La seva càpside té forma esfèrica i és d'uns 120 nm de diàmetre. Hi ha quatre tipus de proteïnes que formen la càpside: la proteïna tipus espícula (S), la d'embolcall (E), la de membrana (M) i la de la nucleocàpside (N). Les proteïnes espícula són les encarregades de determinar el tropisme cap a l'hoste. Alguns coronavirus, sobretot els membres del subgrup dels Betacoronavirus, presenten, a més a més, un altre tipus de proteïna, anomenada hemaglutinina esterasa (HE), que permet augmentar la capacitat infectiva de la partícula vírica.
El seu genoma està format per ARN d'una sola cadena de sentit positiu (ssRNA+) i té una mida d'entre 27 i 32 kb, el més gran de tots els virus RNA.

## Replicació

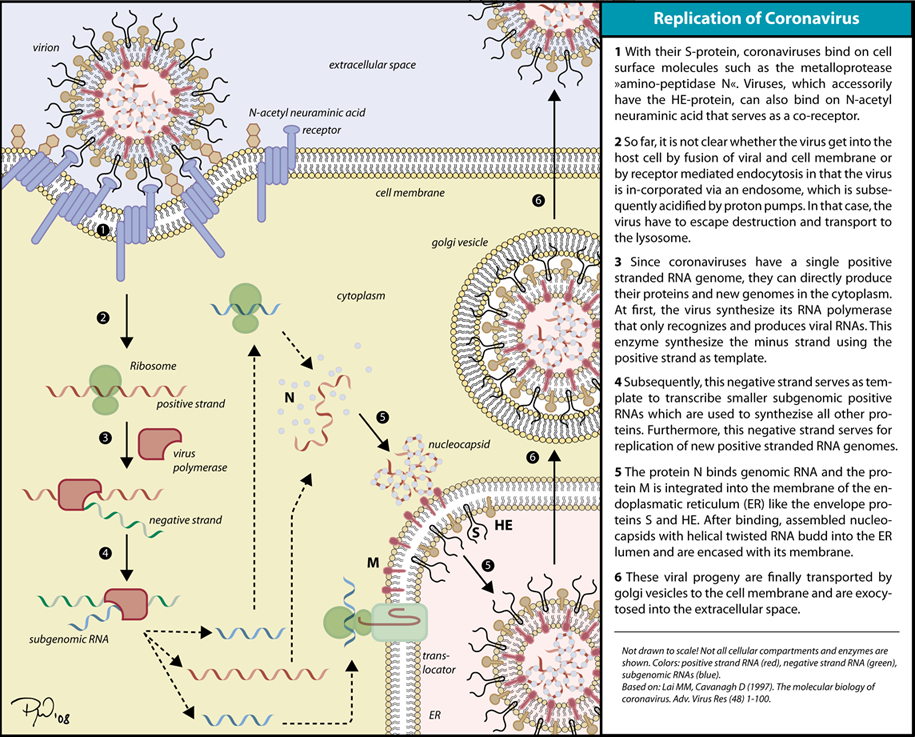
Replicació dels coronavirus

La replicació del coronavirus s'inicia amb l'entrada a la cèl·lula. Quan la partícula vírica hi entra, la càpsula s'obre i el genoma viral queda al citoplasma. El genoma del coronavirus està preparat per ser traduït automàticament pels ribosomes de la cèl·lula.
La primera proteïna obtinguda de la traducció del genoma del coronavirus és una replicasa. Aquest enzim permet fer noves còpies del genoma del virus utilitzant la maquinària de la cèl·lula hoste. El genoma del virus és replicat alhora que es van formant les proteïnes estructurals necessàries per formar les noves partícules víriques.

## Malalties del coronavirus
Els coronavirus infecten principalment els tractes respiratoris superiors i els tractes gastrointestinals de mamífers i ocells.
D'especial rellevància per als humans, destaquen 4 coronavirus que normalment produeixen símptomes lleus, com ara refredats, però que podien haver estat més nocius i, fins i tot, haver provocat brots i pandèmies severes en el passat:
1. Coronavirus humà OC43 (HCoV-OC43), β-CoV
2. Coronavirus humà HKU1 (HCoV-HKU1), β-CoV
3. Coronavirus humà 229E (HCoV-229E), α-CoV
4. Coronavirus humà NL63 (HCoV-NL63), α-CoV

Per altra banda, actualment amb simptomatologia potencialment més severa, i darrere de brots i pandèmies en el segle XXI:
1. SARS-CoV (causant la síndrome respiratòria aguda greu)
2. MERS-CoV (causant la síndrome respiratòria de l'Orient Mitjà)
3. SARS-CoV-2 (causant la COVID-19)

## Taxonomia
- Gènere: Alphacoronavirus; espècie tipus: Alphacoronavirus 1
  - Espècies: Alphacoronavirus 1, coronavirus humà 229E, Miniopterus Bat coronavirus 1, Miniopterus Bat coronavirus HKU8, Rhinolophus Bat coronavirus HKU2, Scotophilus Bat coronavirus 512
  - Subgènere: Setracovirus
    - Espècies: Coronavirus humà NL63, NL63-related bat coronavirus strain BtKYNL63-9b

  - Subgènere: Pedacovirus
    - Espècie: Virus de la diarrea epidèmica porcina
- Gènere Betacoronavirus; espècie tipus: Murine coronavirus
  - Espècies: Betacoronavirus 1, Human coronavirus HKU1, Murine coronavirus, Pipistrellus Bat coronavirus HKU5, Rousettus Bat coronavirus HKU9, SARS-CoV, SARS-CoV-2, Tylonycteris Bat coronavirus HKU4, MERS coronavirus
- Gènere Gammacoronavirus; espècie tipus: Avian coronavirus
  - Espècies: Avian coronavirus, Beluga whale coronavirus SW1